# Mary Taylor Brush
Mary Taylor Brush, được biết đến với biệt danh là Mittie Taylor Brush (1866-1919) là một phi công, nghệ sĩ và nhà phát triển ngụy trang tiên phong của Mỹ.

## Đời sống cá nhân
Mary Taylor Whelpley được sinh ra tại Boston, Massachusetts, vào ngày 11 tháng 1 năm 1866, với James Davenport và Mary Louise (née Breed) Whelpley.
Mary Taylor đã gặp George de Forest Brush khi đang học tại Art Student League of New York, nơi ông là giáo viên của cô. Họ kết hôn tại thành phố New York vào năm 1886, vào ngày sinh nhật thứ hai mươi của cô, sau khi bỏ trốn. Họ chuyển đến Quebec, trở về New York sau 2 năm. Vào cuối những năm 1890, sức khỏe của Brush trở nên xấu đi và họ nhanh chóng chuyển đến Florence, Ý để điều trị nơi họ sẽ dành một chút thời gian hàng năm cho đến trước Chiến tranh thế giới thứ nhất. Vào năm 1890 hoặc 1901, George đã mua trang trại Townsend ở Dublin, New Hampshire nơi gia đình đã dành kỳ nghỉ trước đó chuyển đến đó Brush là chủ đề chính trong nghệ thuật của chồng cô từ đầu những năm 1890 cho đến Chiến tranh thế giới thứ nhất, khi anh vẽ nhiều hình ảnh 'Mẹ và con' của cô với những đứa con của họ.

## Máy bay ngụy trang
Brush là một trong những phi công đầu tiên, và cũng là người đầu tiên phát triển việc ngụy trang cho máy bay. Gia đình đôi khi là hàng xóm của Amelia Earhart, người bạn của Brush. Trong công việc ngụy trang, nhà Brush (bao gồm cả con trai cả Gerome, sinh năm 1888) và bạn của họ Abbott H. Thayer đã nỗ lực để che giấu máy bay trong Chiến tranh thế giới thứ nhất. Cô đã thiết kế và được cấp bằng sáng chế, với các bộ phận từ một người sống sót và được trưng bày trong Bảo tàng Hàng không Eagles Mere, Pennsylvania từ năm 2011.

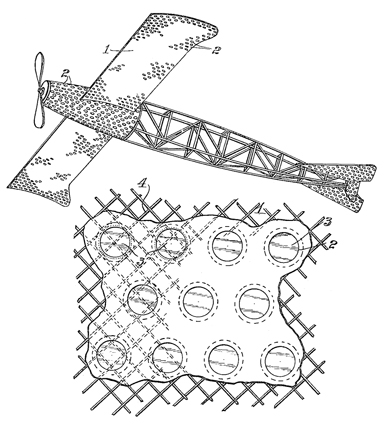
Bản vẽ năm 1917 của Brush từ.

Thayer và nhà Brush đã áp dụng các nguyên tắc nghệ thuật vào kỹ thuật để phát triển và đề xuất các thiết kế cho việc ngụy trang quân sự. Một bằng sáng chế năm 1917 do Brush tuyên bố rằng cô "có thể sản xuất một cỗ máy thực sự vô hình khi ở trên không". Mary Taylor đã được đào tạo như một phi công trước khi Chiến tranh thế giới thứ nhất bùng nổ và lần đầu tiên thử nghiệm các thiết kế của chồng cô, sau đó tự bắt đầu thử nghiệm, trên một chiếc monoplane Morane-Borel được mua vào năm 1916. Trong khi những người khác làm việc để phát triển ngụy trang phương tiện cho chiến tranh đã sử dụng các kỹ thuật hiện đại để thay đổi nhận thức màu sắc, thì các nghệ sĩ hàn lâm Thayer và Brush được cho là lấy cảm hứng từ các trường hợp ngụy trang trong tự nhiên. Các biến thể khác nhau trên các thiết kế được đề xuất của họ bao gồm cho các mặt phẳng màu sáng và sử dụng ánh sáng phản chiếu để làm cho mặt phẳng sáng như bầu trời và dường như trong suốt. Khám phá các kỹ thuật chống chiếu sáng, George đã sử dụng lụa tơ tằm để ngụy trang máy bay, nhưng nó không đủ bền; Thay vào đó, Mary Taylor quyết định đục lỗ ở các bộ phận của cánh (vải lanh), ghép cặp này với bóng đèn ở các phần khác nhau của thân máy bay để tán xạ ánh sáng xung quanh máy bay. Cô đã tự mình thử máy bay quanh Long Island và New Hampshire. Các thiết kế không được sử dụng trong Thế chiến I, nhưng khái niệm này một lần nữa được khám phá và thử nghiệm trong Thế chiến II.

## Cuối đời
Brush mất vào ngày 29 tháng 7 năm 1949 tại Dublin, New Hampshire và được chôn cất tại Nghĩa trang thị trấn Dublin.